# Scranton (Arkansas)
Scranton – miasto w Stanach Zjednoczonych, w stanie Arkansas, w hrabstwie Logan.